# Max Wilk
Pour les articles homonymes, voir Wilk.
Max Wilk, né le 3 juillet 1920 à Ridgefield au Connecticut aux États-Unis et mort le 19 février 2011 à Westport au Connecticut, est un écrivain, dramaturge et scénariste américain.

## Biographie
Il fait des études à l'université Yale où il obtient son diplôme en 1941. En 1948, il publie Te casse pas la tête, Jerry ! (Don't Raise the Bridge, Lower the River) qu'il adapte en 1968 dans un film américain éponyme réalisé par Jerry Paris avec Jerry Lewis. Il écrit ensuite une pièce de théâtre puis débute comme scénariste pour le cinéma et la télévision.
En 1974, il écrit son premier roman policier, Eliminate the Middleman suivi de The Kissinger Novels, or Westward, Mr. Ho puis en 1979 de Cinémagouille (The Moving Picture Boys) qui, selon Claude Mesplède, « ravira particulièrement les cinéphiles (…). Ce récit franchement drôle permet de classer son auteur dans la rubrique « polar humoristique » ». Il écrit également des novélisations de deux films des Beatles : Help! et Yellow Submarine.

## Œuvre

### Romans
- Don't Raise the Bridge, Lower the River, (1948)
  - Te casse pas la tête, Jerry !, Éditions Albin Michel (1968)
- Rich Is Better, (1962)
- Eliminate the Middleman, (1974)
- The Kissinger Novels, or Westward, Mr. Ho, (1976)
- The Moving Picture Boys, (1978)
  - Cinémagouille, Série noire no 1727 (1979)

### Novélisations
- Help!
- Yellow Submarine, (1960)

### Autres ouvrages
- Cloud Seven,: A Comedy, (1958)
- The Beard, (1965)
- My Masterpiece, (1970)
- The Wit and Wisdom of Hollywood: From the Squaw Man to the Hatchet Man, (1971)
- They're Playing Our Song: The Truth Behind the Words and Music of Three Generations, (1973)
- Memory lane, 1890 to 1925: Ragtime, Jazz, Foxtrot and Other Popular Music and Music Covers, (1973)
- Every Day's a Matinee: Memoirs Scribbled on a Dressing Room Door, (1975)
- Represented by Audrey Wood: A Memoir, (1981) (coécrit avec Audrey Wood)
- Get Out and Get Under, (1981)
- And Did You Once See Sydney Plain?: A Random Memoir of S.J. Perelman, (1986)
- A Tough ACT to Follow, (1986) (coécrit avec Jim Connor)
- American Treasure Hunt: The Legacy of Israel Sack, (1986) (coécrit avec Harold Sack)
- Overture and Finale: Rodgers & Hammerstein and the Creation of Their Two Greatest Hits, (1999)
- The Golden Age of Television: Notes from the Survivors, (1999)
- Schmucks with Underwoods: Conversations with America's Classic Screenwriters,, (2004)
- OK! The Story Of Oklahoma!: A Celebration of America's Most Beloved Musical, (2002)
- The Sound of Music: The Making of Rodger and Hammerstein's Classic Musical, (2006)

## Filmographie

### Adaptation
- 1968 : Te casse pas la tête Jerry (Don't Raise the Bridge, Lower the River), film américain réalisé par Jerry Paris, adaptation du roman éponyme

### Scénarios pour le cinéma
- 1948 : Open Secret (en), film américain réalisé par John Reinhardt
- 1948 : Close-up, film américain réalisé par Jack Donohue
- 1959 : Train, Amour et Crustacés (It Happened to Jane), film américain réalisé par Richard Quine
- 1960 : The Fabulous Fifties, film documentaire américain réalisé par Charles Eames et Ray Eames
- 1977 : Raggedy Ann and Andy: A Musical Adventure, film d’animation américain réalisé par Richard Williams

### Scénarios pour la télévision
- 1949 : 1 épisode de la série télévisée The Ford Theatre Hour (en)
- 1949 : Melina Mercouri's Greece, documentaire réalisé par Cliff Owen
- 1950 : 1 épisode de la série télévisée The Nash Airflyte Theater (en)
- 1950 : 1 épisode de la série télévisée Danger
- 1950 - 1951 : 2 épisodes de la série télévisée The Philco Television Playhouse
- 1954 : 2 épisodes de la série télévisée Janet Dean, Registered Nurse
- 1954 : 1 épisode de la série télévisée The Campbell Playhouse (en)
- 1956 : 1 épisode de la série télévisée Matinee Theater (en)
- 1960 : 1 épisode de la série télévisée The Tom Ewell Show (en)
- 1961 : 1 épisode de la série télévisée General Electric Theater
- 1961 : The Jane Powell Show, téléfilm américain réalisé par Rodney Amateau
- 1963 : 1 épisode de la série télévisée Car 54, Where Are You? (en)
- 1963 : 1 épisode de la série télévisée McKeever and the Colonel (en)
- 1970 - 1971 : 2 épisodes de la série télévisée The Jimmy Stewart Show (en)
- 1977 : 1 épisode de la série télévisée NBC Special Treat (en)

## Sources
- Claude Mesplède, Les années "Série noire" bibliographie critique d'une collection policière, t. 4 : 1972-1982, Amiens, Encrage, coll. « Travaux » (no 25), 1995, 318 p. (ISBN 978-2-906389-63-2), p. 212.
- Claude Mesplède et Jean-Jacques Schleret, SN, voyage au bout de la Noire : inventaire de 732 auteurs et de leurs œuvres publiés en séries Noire et Blème : suivi d'une filmographie complète, Paris, Futuropolis, 1982 (OCLC 11972030), p. 386
- Claude Mesplède et Jean-Jacques Schleret (Éd. rév. de: SN, voyage au bout de la Noire), Les auteurs de la Série noire, 1945-1995, Nantes, Joseph K, coll. « Temps noir », 1996, 627 p. (ISBN 978-2-910686-11-6, OCLC 300207570), p. 488.